# Liga I 2017-18
La temporada 2017-18 es la centésima edición de la Liga I la máxima categoría del fútbol profesional en Rumania, y organizada por la Liga Profesionistă de Fotbal. La temporada comenzó el 14 de julio de 2017 y finalizara el 2 de junio de 2018. El Viitorul Constanța es el vigente campeón.

## Formato
Los 14 equipos participantes jugaron entre sí todos contra todos dos veces totalizando 26 partidos cada uno, al término de la fecha 26 los seis primeros clasificados pasaron a jugar el Ronda por el campeonato, mientras que los otros ocho pasaron a jugar el Ronda por la permanencia.
Los clubes comenzaron en la fase siguiente con los puntos reducidos a la mitad y sin ningún récord estadístico, es decir sin goles ni partidos.
En la Ronda por el campeonato los 6 equipos participantes jugaron entre sí todos contra todos dos veces totalizando 10 partidos cada uno, al término de la fecha 10, el primer clasificado se coronó campeón y obtuvo un cupo para la Segunda ronda de la Liga de Campeones 2018-19, el segundo y obtuvo un cupo para la Segunda ronda de la Liga Europa 2018-19, mientras que el tercero obtuvo un cupo para la Primera ronda.
En la Ronda por la permanencia, los 8 equipos participantes jugaron entre sí todos contra todos dos veces totalizando 14 partidos cada uno, al término de la fecha 14, los 2 últimos clasificados descendieron a la Liga II 2018-19, mientras que el duodécimo jugó un play-off de permanencia contra el tercero de la Liga II 2018-19, por un puesto en la próxima temporada de la Liga I.
Un tercer cupo a la Tercera ronda de la Liga Europa 2018-19 fue asignado al campeón de la Copa de Rumanía.

## Ascensos y descensos
| Pos. | Descendidos de la Liga I 2016-17 |
| ---- | -------------------------------- |
| 13.º | Pandurii Târgu Jiu               |
| 14.º | Târgu Mureș                      |

| Pos. | Ascendidos de la Liga II 2016-17 |
| ---- | -------------------------------- |
| 1.º  | Juventus București               |
| 2.º  | Sepsi Sfântu Gheorghe            |

## Equipos participantes
| Club                  | Ciudad          | Estadio                            | Capacidad |
| --------------------- | --------------- | ---------------------------------- | --------- |
| Astra Giurgiu         | Giurgiu         | Stadionul Marin Anastasovici       | 8.500     |
| Botosani              | Botoșani        | Stadionul Municipal Botoşani       | 12.000    |
| CFR Cluj              | Cluj-Napoca     | Stadionul Dr. Constantin Rădulescu | 23.500    |
| Concordia Chiajna     | Chiajna         | Stadionul Concordia                | 5.123     |
| CSMS Iași             | Iași            | Stadionul Emil Alexandrescu        | 12.500    |
| Dinamo București      | Bucarest        | Stadionul Dinamo                   | 15.032    |
| FCSB                  | Bucarest        | Arena Națională                    | 55.600    |
| Gaz Metan Mediaș      | Mediaș          | Stadionul Gaz Metan                | 7.814     |
| Juventus București    | Bucarest        | Stadionul Ilie Oană (Ploiești)     | 15.097    |
| Poli Timișoara        | Timișoara       | Stadionul Dan Păltinișanu          | 32.972    |
| Sepsi Sfântu Gheorghe | Sfântu Gheorghe | Stadionul Silviu Ploeșteanu        | 8.800     |
| Universitatea Craiova | Craiova         | Stadionul Ion Oblemenco            | 30.900    |
| Viitorul Constanța    | Constanța       | Stadionul Viitorul (Ovidiu)        | 4.500     |
| Voluntari             | Voluntari       | Stadionul Dinamo                   | 15.300    |

## Temporada regular

### Tabla de posiciones
| Pos. | Equipo                | Pts. | PJ | G  | E  | P  | GF | GC | Dif. | Clasificación            |
| ---- | --------------------- | ---- | -- | -- | -- | -- | -- | -- | ---- | ------------------------ |
| 1    | CFR Cluj              | 59   | 26 | 18 | 5  | 3  | 42 | 13 | +29  | Ronda por el campeonato  |
| 2    | FCSB                  | 55   | 26 | 16 | 7  | 3  | 51 | 18 | +33  | Ronda por el campeonato  |
| 3    | Universitatea Craiova | 51   | 26 | 14 | 9  | 3  | 41 | 26 | +15  | Ronda por el campeonato  |
| 4    | Astra Giurgiu         | 44   | 26 | 12 | 8  | 6  | 38 | 27 | +11  | Ronda por el campeonato  |
| 5    | Viitorul Constanța    | 44   | 26 | 13 | 5  | 8  | 34 | 21 | +13  | Ronda por el campeonato  |
| 6    | CSMS Iaşi             | 39   | 26 | 11 | 6  | 9  | 34 | 31 | +3   | Ronda por el campeonato  |
| 7    | Botosani              | 39   | 26 | 11 | 6  | 9  | 28 | 26 | +2   | Ronda por la permanencia |
| 8    | Dinamo Bucureşti      | 39   | 26 | 11 | 6  | 9  | 39 | 31 | +8   | Ronda por la permanencia |
| 9    | Concordia Chiajna     | 28   | 26 | 8  | 4  | 14 | 36 | 37 | −1   | Ronda por la permanencia |
| 10   | Voluntari             | 28   | 26 | 7  | 7  | 12 | 25 | 35 | −10  | Ronda por la permanencia |
| 11   | Poli Timisoara        | 27   | 26 | 6  | 9  | 11 | 22 | 37 | −15  | Ronda por la permanencia |
| 12   | Sepsi Sfântu Gheorghe | 19   | 26 | 5  | 4  | 17 | 15 | 44 | −29  | Ronda por la permanencia |
| 13   | Gaz Metan Mediaș      | 16   | 26 | 2  | 10 | 14 | 14 | 39 | −25  | Ronda por la permanencia |
| 14   | Juventus București    | 11   | 26 | 1  | 8  | 17 | 12 | 47 | −35  | Ronda por la permanencia |

Actualizado a los partidos jugados el 27 de febrero de 2018.
 Fuente: FRF, Soccerway
Criterios de clasificación: 1) Puntos; 2) puntos entre sí; 3) diferencia de goles; 4) Goles marcados.
Notas:
1. 1 2  Astra Giurgiu esta por delante de Viitorul Constanța en los enfrentamientos directos: Astra 3-1 Viitorul, Viitorul 1-1 Astra.
2. 1 2 3  CSMS Iaşi por delante de Botosani y Dinamo Bucureşti en los puntos cara a cara: CSMS Iaşi 7 puntos, Botosani 5 puntos, Dinamo Bucureşti 4 puntos.
3. 1 2  Concordia Chiajna  esta por delante de Voluntari en los enfrentamientos directos: Voluntari 0-1 Concordia, Concordia 3-1 Voluntari.

### Resultados
| Local \ Visitante     | AST | BOT | CFR | CON | CSM | DIN | FCS | GAZ | JUV | POL | SEP | UNI | VII | VOL |
| --------------------- | --- | --- | --- | --- | --- | --- | --- | --- | --- | --- | --- | --- | --- | --- |
| Astra Giurgiu         | —   | 2–1 | 2–3 | 1–0 | 0–0 | 2–0 | 2–0 | 4–3 | 2–0 | 3–0 | 1–0 | 2–2 | 3–1 | 2–3 |
| Botosani              | 1–3 | —   | 1–1 | 2–1 | 3–3 | 0–0 | 0–3 | 1–0 | 0–0 | 1–0 | 5–1 | 1–0 | 1–0 | 1–0 |
| CFR Cluj              | 2–0 | 0–0 | —   | 2–0 | 1–0 | 1–0 | 1–1 | 0–0 | 2–0 | 1–0 | 2–0 | 2–1 | 2–0 | 2–0 |
| Concordia Chiajna     | 1–2 | 3–0 | 0–1 | —   | 0–1 | 3–4 | 1–2 | 1–1 | 1–1 | 0–1 | 2–1 | 1–2 | 1–2 | 3–1 |
| CSMS Iaşi             | 1–0 | 1–0 | 0–2 | 3–1 | —   | 2–1 | 1–0 | 0–0 | 3–1 | 1–1 | 0–2 | 1–2 | 0–1 | 2–1 |
| Dinamo Bucureşti      | 1–1 | 0–1 | 0–2 | 2–3 | 2–1 | —   | 2–2 | 3–1 | 3–0 | 1–2 | 1–0 | 2–2 | 0–4 | 2–0 |
| FCSB                  | 1–1 | 2–0 | 1–1 | 2–1 | 1–1 | 1–0 | —   | 4–0 | 4–0 | 7–0 | 2–0 | 1–1 | 2–0 | 2–1 |
| Gaz Metan Mediaș      | 0–0 | 1–0 | 0–3 | 1–2 | 0–2 | 0–3 | 1–2 | —   | 0–0 | 0–2 | 2–1 | 0–0 | 0–1 | 1–1 |
| Juventus București    | 0–1 | 0–2 | 0–2 | 0–5 | 2–2 | 0–3 | 1–2 | 1–1 | —   | 1–1 | 2–1 | 0–1 | 0–1 | 0–0 |
| Poli Timisoara        | 2–1 | 1–1 | 4–3 | 0–3 | 1–2 | 0–0 | 0–1 | 1–1 | 2–1 | —   | 0–0 | 0–2 | 0–0 | 2–3 |
| Sepsi Sfântu Gheorghe | 0–0 | 0–2 | 0–2 | 1–1 | 2–1 | 0–3 | 0–4 | 0–0 | 2–1 | 1–0 | —   | 2–3 | 1–0 | 0–3 |
| Universitatea Craiova | 1–1 | 1–0 | 2–1 | 1–1 | 2–0 | 2–2 | 2–5 | 2–0 | 3–1 | 1–1 | 1–0 | —   | 3–1 | 1–1 |
| Viitorul Constanța    | 1–1 | 2–1 | 1–0 | 3–0 | 5–2 | 0–1 | 1–0 | 3–0 | 3–0 | 1–1 | 3–0 | 0–2 | —   | 0–0 |
| Voluntari             | 3–1 | 1–3 | 0–3 | 0–1 | 0–4 | 1–3 | 0–0 | 2–1 | 0–0 | 1–0 | 3–0 | 0–1 | 0–0 | —   |

## Ronda por el campeonato

### Tabla de posiciones
Para esta ronda los clubes comienzan con sus puntos reducidos a la mitad y sin ningún récord de la fase anterior.
| Pos. | Equipo                | Pts. | PJ | G | E | P | GF | GC | Dif. | Clasificación 2018-19                 |
| ---- | --------------------- | ---- | -- | - | - | - | -- | -- | ---- | ------------------------------------- |
| 1    | CFR Cluj (C)          | 50   | 10 | 5 | 5 | 0 | 12 | 6  | +6   | Segunda ronda de la Liga de Campeones |
| 2    | FCSB                  | 49   | 10 | 6 | 3 | 1 | 14 | 6  | +8   | Tercera ronda de la Liga Europa       |
| 3    | Universitatea Craiova | 38   | 10 | 3 | 3 | 4 | 10 | 10 | 0    | Primera ronda de la Liga Europa       |
| 4    | Viitorul Constanța    | 35   | 10 | 3 | 4 | 3 | 13 | 11 | +2   |                                       |
| 5    | Astra Giurgiu         | 33   | 10 | 3 | 2 | 5 | 9  | 11 | −2   |                                       |
| 6    | CSMS Iaşi             | 24   | 10 | 1 | 1 | 8 | 5  | 19 | −14  |                                       |

Actualizado a los partidos jugados el 20 de mayo de 2018.
 Fuente: FRF, Soccerway
Notas:
1. ↑  Tras ganar la Copa de Rumanía 2017-18, Universitatea Craiova obtuvo un cupo para la Tercera ronda de la Liga Europa 2018-19.

### Resultados
| Local \ Visitante     | AST | CFR | CSM | FCS | UNI | VII |
| --------------------- | --- | --- | --- | --- | --- | --- |
| Astra Giurgiu         | —   | 0–2 | 3–0 | 0–3 | 1–0 | 0–2 |
| CFR Cluj              | 1–1 | —   | 2–1 | 1–1 | 1–0 | 1–0 |
| CSMS Iaşi             | 0–3 | 1–1 | —   | 1–0 | 1–2 | 0–2 |
| FCSB                  | 1–0 | 1–1 | 1–0 | —   | 2–0 | 2–1 |
| Universitatea Craiova | 1–0 | 0–0 | 4–1 | 0–1 | —   | 3–3 |
| Viitorul Constanța    | 1–1 | 1–2 | 1–0 | 2–2 | 0–0 | —   |

## Ronda por la permanencia

### Tabla de posiciones
| Pos. | Equipo                | Pts. | PJ | G  | E | P | GF | GC | Dif. | Descenso 2018–19       |
| ---- | --------------------- | ---- | -- | -- | - | - | -- | -- | ---- | ---------------------- |
| 1    | Dinamo Bucureşti      | 54   | 14 | 11 | 1 | 2 | 29 | 10 | +19  |                        |
| 2    | Botosani              | 40   | 14 | 5  | 5 | 4 | 12 | 9  | +3   |                        |
| 3    | Sepsi Sfântu Gheorghe | 34   | 14 | 6  | 6 | 2 | 21 | 14 | +7   |                        |
| 4    | Gaz Metan Mediaș      | 30   | 14 | 6  | 4 | 4 | 18 | 15 | +3   |                        |
| 5    | Concordia Chiajna     | 30   | 14 | 4  | 4 | 6 | 13 | 17 | −4   |                        |
| 6    | Voluntari (O)         | 27   | 14 | 3  | 4 | 7 | 16 | 22 | −6   | Play-off de relegación |
| 7    | Poli Timisoara        | 27   | 14 | 3  | 4 | 7 | 10 | 16 | −6   | Liga II                |
| 8    | Juventus București    | 17   | 14 | 3  | 2 | 9 | 9  | 25 | −16  | Liga II                |

Actualizado a los partidos jugados el 2 de junio de 2018.
 Fuente: FRF, Soccerway
Criterios de clasificación: 1) Puntos; 2) puntos entre sí; 3) diferencia de goles; 4) Goles marcados.

### Resultados
| Local \ Visitante     | BOT | CON | DIN | GAZ | JUV | POL | SEP | VOL |
| --------------------- | --- | --- | --- | --- | --- | --- | --- | --- |
| Botosani              | —   | 0–1 | 0–1 | 2–0 | 0–0 | 0–0 | 2–2 | 1–0 |
| Concordia Chiajna     | 0–0 | —   | 0–4 | 0–0 | 2–1 | 0–1 | 1–1 | 0–1 |
| Dinamo Bucureşti      | 2–0 | 3–1 | —   | 3–0 | 1–2 | 1–0 | 0–0 | 2–0 |
| Gaz Metan Mediaș      | 2–1 | 2–1 | 2–3 | —   | 3–0 | 1–1 | 1–1 | 1–0 |
| Juventus București    | 0–3 | 1–3 | 0–2 | 0–3 | —   | 1–0 | 0–2 | 2–2 |
| Poli Timisoara        | 0–1 | 1–0 | 1–3 | 0–0 | 2–0 | —   | 2–2 | 2–3 |
| Sepsi Sfântu Gheorghe | 0–1 | 0–2 | 2–0 | 2–1 | 2–1 | 3–0 | —   | 2–2 |
| Voluntari             | 1–1 | 2–2 | 2–4 | 1–2 | 0–1 | 1–0 | 1–2 | —   |

## Playoff de descenso
El equipo en el puesto 12 de la Liga I se enfrentó al equipo en el puesto 3 de la Liga II.
| Equipo 1  | Agr.           | Equipo 2           | Ida | Vuelta |
| --------- | -------------- | ------------------ | --- | ------ |
| Voluntari | 1–1 (3:0 pen.) | Chindia Târgoviște | 1–0 | 0–1    |

| 9 de junio de 2018, 19:00 | Voluntari  | 1:0 (0:0) | Chindia Târgoviște | Stadionul Anghel Iordănescu, Voluntari                   |                                                          |
|                           | Balaur 79' |           |                    | Asistencia: 1.200 espectadores Árbitro(s): Radu Petrescu | Asistencia: 1.200 espectadores Árbitro(s): Radu Petrescu |

| 13 de junio de 2018, 17:30 | Chindia Târgoviște          | 1:0 (0:0) (t. s.)(0:3 p.)  | Voluntari                            | Stadionul Eugen Popescu, Târgoviște                      |                                                          |
|                            | Ciobotariu 68'              |                            |                                      | Asistencia: 5.000 espectadores Árbitro(s): István Kovács | Asistencia: 5.000 espectadores Árbitro(s): István Kovács |
|                            |                             | Tiros desde el punto penal |                                      |                                                          |                                                          |
|                            | - Cherchez - Pencea - Negut |                            | - Cernat - Marinescu - Răuță - Leasă |                                                          |                                                          |

- El Voluntari se mantiene en la Liga I y Chindia Târgoviște se mantiene en Liga II.

## Goleadores
- Actualizado al final de temporada.
| Pos. | Jugador           | Club                                   | Goles |
| ---- | ----------------- | -------------------------------------- | ----- |
| 1    | George Țucudean   | Viitorul Constanța (11) / CFR Cluj (4) | 15    |
| 1    | Harlem Gnohéré    | Steaua București                       | 15    |
| 3    | Paul Batin        | Concordia Chiajna                      | 13    |
| 4    | Alexandru Mitriță | Universitatea Craiova                  | 12    |
| 5    | Gustavo           | Universitatea Craiova                  | 11    |
| 5    | Alexandru Ioniță  | Astra Giurgiu (10) / CFR Cluj (1)      | 11    |
| 5    | Alexandru Băluță  | Universitatea Craiova                  | 11    |
| 5    | Mihai Roman       | Botosani                               | 11    |
| 9    | Florin Tănase     | FCSB                                   | 10    |
| 9    | Dennis Man        | FCSB                                   | 10    |